# 2011年2月香港

## 2月26日
- 以健康理由辭任西九管理局行政總裁一職的謝卓飛，不足兩個月獲英國文化協會委任為藝術總監，5月初上任。立法會議員陳淑莊表示難以接受，感到被騙，會去信相關的人士要求清楚交代事件。

## 2月25日
- 一輛由香港人駕駛的七人車，在江西省上饒市附近跌落山坡，造成4死2傷，死者包括3名香港人，特區政府駐粵辦兩名人員正前往當地協助。
- 立法會財委會討論「鼓勵就業交通津貼計劃」的撥款，梁耀宗提出中止辯論的動議，在23票支持、30票反對，無人棄權遭否決。有在場旁聽的市民叫口號和向會議廳丟雜物。
- 西九文化區第二階段公眾諮詢報告，以5分為總分，3個概念圖則方案的大部分問卷平均分都逾3分。下月會就選取概念圖則方案向董事局提出建議。下半年向公眾展示發展圖則，年底提交城規會。
- 財政司長曾俊華第二日出席電台節目解釋財政預算案，續受市民抨擊，他強調基層和中產都可受惠，但無可能每人都可享受每項紓困措施，政府的開支已較去年增加超過兩成。
- 發展局表示，當局最新估計未來3至4年，會有5萬9千個私樓單位落成。她強調下年度賣地計劃積極進取，如果物業市場持續熾熱，政府有能力再主動推出市場。
- 馬尼拉人質事件死因研訊，庭上讀出旅遊巴司機的供詞。司機在作供時被問到，他當日逃出車後，為何表示車上所有人質被殺，司機解釋，當時是從倒後鏡看到，槍手向逐個座位開槍，感到驚慌。
- 中學自願減班計劃今日截止申請，全港已有約150間表示會減班，相信可以紓緩中學殺校的壓力。但太多學校減班，亦有可能導致部分地區學額不足問題。
- 公共醫療醫生協會計劃下星期二，召集包括屯門醫院在內各職級的醫護人員，在伊利沙伯醫院集會，要求醫管局盡快解決醫生流失的問題，保障服務質素。
- 立法會通過無約束力動議，建議政府否決東隧申請加價4成，以及收回專營權。運房局表示已促請隧道公司考慮是否加價。隧道公司認為加價合理，拒絕擱置。
- 已故民主派元老司徒華部分骨灰早上撒在柴灣歌連臣角紀念花園，現場先進行安葬儀式，由司徒華妹妹司徒嬋撒骨灰，司徒華部分骨灰昨日已在東龍洲以東海面撒落大海。

## 2月24日
- 財政司司長曾俊華出席電台節目解釋預算案，不少聽眾批評預算案不退稅，注資6000元入強積金，未能即時幫到他們對抗通脹；亦有人批評政府沒有措施遏止樓價上升。曾俊華回應，未來將有充足單位供應，又說不想推出刺激通脹的措施，預算案沒有微調空間。
- 多名立法會議員批評預算案忽略中產，注資240億元入強積金戶口的安排「可惡」，要求政府直接派錢。亦有議員質疑政府指下年度的土地供應達到每年最多4萬個單位是講謊，要求財政司司長曾俊華如無法履行承諾，問責下台。
- 死因庭繼續研訊馬尼拉人質事件，是日主要處理菲律賓證人在當地錄取的書面供詞，及聆訊內容的法律問題。下星期會傳召專家證人作供。
- 一名菲律賓國會議員承認在香港販毒，被判入獄1年半。法官批評他擁有良好事業，但不懂自愛。

## 2月23日
- 財政司司長曾俊華發表新一份財政預算案，提出197億元的措施，紓緩通脹壓力。
  - 政府將調高父母及子女免税額；發放電費補貼；代繳兩個月公屋租金，綜援及生果金繼續發雙糧；寬免全年差餉；發行通脹掛勾債券，又再注資6千元入每個強積金戶口。
  - 對於預算案無退稅措施，政府表示，擔心會刺激通脹。曾俊華強調，新措施令全港包括中產人士都受惠。但有中產人士表示，措施只屬於小恩小惠，對預算案感到失望。
  - 有經濟學者認為，新一份預算案有新意，包括向每個強積金戶口注資6000元，較退稅令更多人受惠，亦更公平，但有學者認為，預算案反映政府對通脹束手無策，只能沿用舊有紓困措施。
  - 各政黨都認為預算案未能照顧中產人士，協助基層市民的力度不足，對貧富懸殊、教育、房屋等問題欠缺長遠政策。部份政黨更批評，預算案多項建議只是「炒冷飯」，是看守政府的所為。
  - 預算案會增加土地供應，包括指定9幅作公開拍賣或招標的土地，令可供出售的住宅地增至52幅，提供16000個單位。曾俊華指現時利率處於超低點，一旦上升，樓價會下跌，市民置業要考慮負擔能力。
  - 政府建議加煙草稅41.5%，每包香煙將加價10元。吸煙與健康委員會贊成建議，認為有助市民戒煙。但煙商和報販組織指加幅驚人，認為會助長私煙活動。
- 死因庭聆訊菲律賓人質事件進入第8日。
  - 法庭傳召無綫電視工程人員溫明作供。他指連串槍聲後感到被子彈打中，看見一粒灰黑色的彈頭夾在衣服及肚皮間，皮膚破損受傷。現場無人維持秩序，只有一列採訪車當作封鎖線。
  - 死因研訊主任翟紹唐在庭上讀出槍手門多薩接受電台直播訪問的對話，門多薩表示有心理準備自己會被殺。當他看見到弟弟被捕後，情緒更失控，門多薩在結束對話前說已殺了2名人質。

## 2月22日
- 保安局副局長黎棟國就表示，新西蘭地震發生後，入境處收到一宗港人求助個案。 本港有四個旅行團在當地，全部安全。
- 在菲律賓人質事件中下顎中槍的易小玲，在死因庭作供。她說，中槍後頭部曾經被撞擊。 易小玲又說，槍傷對她的傷害很大，她批評菲律賓當局好兒戲，處理人質事件失當。
- 一名警署警長在深水埗追捕疑犯時，被刀割傷下顎，送院縫8針後出院。56歲疑犯涉嫌行劫及傷人被捕，警方懷疑他與多宗劫案有關，受害人多數是長者。
- 警方拘捕18名涉嫌放高利貸及刑事恐嚇的男女，放貸的年利率高達2500厘。警方表示，不法份子放高利貸的手法愈來愈猖狂，有人即使只是查詢亦被追收高昂手續費。
- 為紀念香港航空發展100周年，機管局在機場離境大堂舉行圖片展，展出多張香港航空發展歷史的圖片。展覽會由今日起到6月底，免費給市民參觀。
- 九龍華仁書院召開校董會，主席兼校監周守仁不願透露，有否就縮班問題投票，但必定會以學生利益為前提來作出決定，稍後會致函教育局並待回覆後，才決定是否縮班。
- 一對夫婦因股票交易失利，要求以業務虧損為由扣稅，並曾上訴至終審法院被拒。兩人認為法院剝奪他們提出訴訟權利，違反《基本法》，向高等法院進行司法覆核，高院今日駁回申請，兩人需兼付堂費。

## 2月21日
- 政府建議調整強積金供款入息水平，最低入息由5000元提高至5500元，最高入息則建議分階段由2萬增至3萬元，財經事務及庫務局指，最低入息水平定於5500元，可令更多低收入人士無須供款。
- 香港最新失業率下跌多0.2個百分點，跌至3.8%，是08年8至10月以來最低水平。有人事顧問指出，經濟好轉，不少行業都請人難，帶動工資上升最少半成。
- 菲律賓人質事件死因聆訊進入第六日，由生還團友陳國柱作供。
  - 陳國柱表示，他目擊槍手門多薩向旅遊巴上的團友開槍，幾乎一秒一槍。 他與團友傅卓仁及梁錦榮上前阻止，傅卓仁及梁錦榮先後被門多薩開槍打中倒地，他則以尼龍袋遮擋。
  - 陳國柱出席死因庭聆訊後與傳媒會面，他說，希望找出真相，為何事件會變成慘劇。對於菲律賓方面不派人到香港出席死因聆訊，陳國柱感到失望，但相信上天是公道的。
- 香港大學醫學院研究指，政府新建議的《空氣質素指標》未能切實反映本港空氣污染實況，如以新建議作為環評標準，將低估空氣污染對市民健康的影響及經濟損失。
- 海關位於北角的總部新大樓正式啟用，新大樓樓高32層，整合以往分散在不同地區的部門，大樓內亦設有認人室、室內靶場和指揮控制中心等以往欠缺的設施，相信能提高整體的運作效率。
- 政府公布新高中學制畢業生投考公務員，需在中學文憑試最少要取得5科2級成績。香港人才管理協會表示，僱主不清楚文憑試的評級標準，建議政府加強向僱主宣傳。
- 英國一個智庫組織的調查發現，香港是亞洲地區中，最適宜居住的城市，其次是新加坡。而在全球140個城市中，香港就排第31。組織指，香港的經濟表現強勁、政治與治安穩定、城市基建及文化多元化，多方面有出色表現，因此領先亞洲其他城市。 [1]

## 2月19日
政府表示，近年建造價格波動很大，現階段未能準備預計在石鼓洲興建焚化設施的造價。當局強調無論在那個地區興建焚化設施，都必須與地區溝通及獲得立法會支持。

## 2月18日
- 首名因涉及雷曼事件銷售手法而被起訴的銀行職員張瑰瑰，獲區域法院全部撤銷失實陳述等9項罪名。法官表示幾名投資者證人作供不可信及供詞模糊，控方未有足夠理據證明被告犯罪。
- 政府就前元朗邨地皮招標，共收到8份標書。指消息長實、信置、新地和新世界等發展商有落標競投。該地位於元朗安寧路、大橋路及安樂路交界，是政府首幅限制單位實用面積的住宅地。
- 死因庭第五天研訊馬尼拉人質事件，最年輕的生還者汪綽瑤作供。她表示分辨不到子彈由車廂向外射，或由外面射進車廂，只感覺到車身被撞擊。法庭星期一會傳召另外兩名生還者，陳國柱和易小玲作供。
- 海洋公園舉行慶祝活動歡迎第一億位客人入場，該名客人是本地人。這位梁姓遊人對能成為第一億位入場的客人感高興。公園主席盛智文希望，在未來15年內能迎接第2億位客人。

## 2月17日
- 政府進一步優化鼓勵就業交通津貼計劃，包括放寬兩人住戶入息限額至12000元；工作滿36小時的工人可取得一半津貼，但申請仍然以家庭為單位。有計劃申請津貼的市民表示即使放寬資格仍未能受惠。

## 2月16日
- 勞福局長張建宗分別會見民主黨及民建聯，游說支持政府提出的交通津貼新方案。但議員李卓人表示已取得過半票數，如政府原封不動將建議提交立法會，他將於財委會提出中止辯論動議。
- 死因庭第三日研訊馬尼拉人質事件，生還者首度披露當日槍戰的經過。
  - 李瀅銓在死因庭作供時，多次對菲律賓警方的處理手法流露不滿，又稱當日一度擔心警方的催淚彈，會令她窒息而死。
  - 她曾經數次與其他團友，商量合力制服槍手，但最終未有實行。她形容槍戰期間感覺時間過得很久，形容槍戰像永遠不會完結。
- 澳博主席何鴻燊再度入稟高院，要求二房及三房歸還股份以及索償。其代表律師指何超鳳及何超瓊對於商討解決辦法表現極不合作，何鴻燊感失望及懊惱，除循法律途徑追討外別無他法。
- 警方仍扣留星期二日拘捕的皇室纖形8名男女，稍後或准許涉案人士保釋。警方去年底接報指有纖體公司以不良銷售手法推銷瘦身服務計劃，其後發現服務計劃涉有欺騙成份，涉及500名顧客。
- 港鐵聯同建造業議會、建造商會及勞工處，在2月尾在九龍灣建造業訓練中心舉辦大型就業博覽，提供超過2千個建造業空缺。為吸引新人入行，會以先招聘、後訓練的方式作在職培訓。
- 香港電燈集團正式改名為「電能實業」，董事總經理曹棨森表示改名反映集團除本地業務外，亦會積極尋求海外投資。該集團將沿用「6」上市編號，而在聯交所的名稱將於下周三更改。 電能實業新聞稿
- 海關與兩個協會即日起推出打擊複製及分發罪行獎賞計劃，以打擊複製活動導致版權擁有人蒙受經濟損失的活動，海關指涉及商業機構的侵權行為難以搜證，須由市民多作舉報。 香港政府新聞公報（页面存档备份，存于）

## 2月15日
- 死因庭繼續研訊馬尼拉人質事件，庭上播出領隊謝廷駿致電回港的求助電話錄音。另外，3名獲准離開旅遊巴的團友，憶述事發經過，部份人情緒激動，法庭一度要休庭。
- 政府星期五向立法會財委會提出，經修訂後的交通津貼計劃撥款申請。議員李卓人表示已取得足夠議員支持他提出的「中止辯論」議案。政府表示，勞工及福利局局長會繼續努力遊說。
- 警務處處長曾偉雄表示，警隊刑事偵緝部門四月起會重組架構，舒緩探員超時工作情況。他又說，警方會繼續跟進陳振聰位於數碼港的辦公室，昨天接到恐嚇的事件，已排除涉案的白色粉末為爆炸品。
- 發展局稍後會向立法會，匯報環珠江口宜居灣區計劃的研究進度。規劃署發言人表示，會在三月初和四月中再舉行兩場公眾論壇。發言人強調，計劃屬地區性的規劃，與「十二．五」規劃無關。
- 香港去年年底的人口數字，約為7百零9萬多人，較09年增加6萬4千多人，增幅近1%，其中有近4萬3千人持單程證來港，佔整體增長67%。另外，去年的出生人數有8萬8千多人，而死亡人數是4萬1千多人。
- 西九文化區管理局會在未來兩星期內公佈公眾諮詢報告，並預計會如期在三月初公布三選一的概念設計，今年第三季會再進行公眾諮詢以完善最後建議，並訂出場館興建的優先次序，預期在2012至2013年動工。
- 新系列500港元鈔票可於2月22日起兌換，新鈔加入了多項先進的防偽特徵，並統一了有關特徵在五種面額鈔票上的位置，包括動感變色圖案、變色開窗金屬線、熒光透視圖案和熒光鈔票號碼。

## 2月14日
- 死因庭開始研訊馬尼拉人質事件，傳召了多名證人作供。
  - 法庭將傳召34名本港證人，包括4名生還者和3名當天獲釋的旅行團團友。至於部份生還者，包括頭部重創的梁頌學，由於傷勢嚴重，不適宜作供。
  - 法庭讀出三名菲律賓證人的書面供詞，他們都指事發前門多薩多次強調不會傷害人質，只是要求復職和取回退休金。
- 已故華懋集團主席龔如心遺囑認證案，上訴庭駁回商人陳振聰的上訴，並接納原審法官的結論，認為陳振聰聲稱持有的2006年遺囑是偽造，批評陳振聰濫用司法程序，堅持作一項全不誠實的訴訟。 香港司法機構判案書（页面存档备份，存于）
- 勝訴一方的華懋慈善基金主席龔仁心，形容是「天地有正氣」，並希望事件可告一段落，並認為訴訟是浪費資源，勸陳振聰回頭是岸，但敗訴的陳振聰決定，上訴至終審法院。
- 香港首隻初生企鵝在海洋公園內誕生，該企鵝品種為巴布亞企鵝，於去年12月31日出生，目前正接受隔離飼養。另該園在2月3日至13日新春期間共接待38萬名遊客，較去年同期增加三成。

## 2月13日
- 一艘開往澳門的新渡輪與一艘領港船，於晚上10時40分在尖沙咀中港碼頭對開相撞，領港船被撞沉，船上3人須送院治理，海事處將調查意外原因。
- 馬鞍山錦英苑在2月12日發生升降機事故，錦順閣一部升降機與13樓的外門碰撞，導致變形，消防救出兩名被困住客。